# Almmolnmott
Almmolnmott (Pempelia formosa) är en fjärilsart som först beskrevs av Adrian Hardy Haworth 1811.  Almmolnmott ingår i släktet Pempelia, och familjen mott. Arten är reproducerande i Sverige.

## Bildgalleri

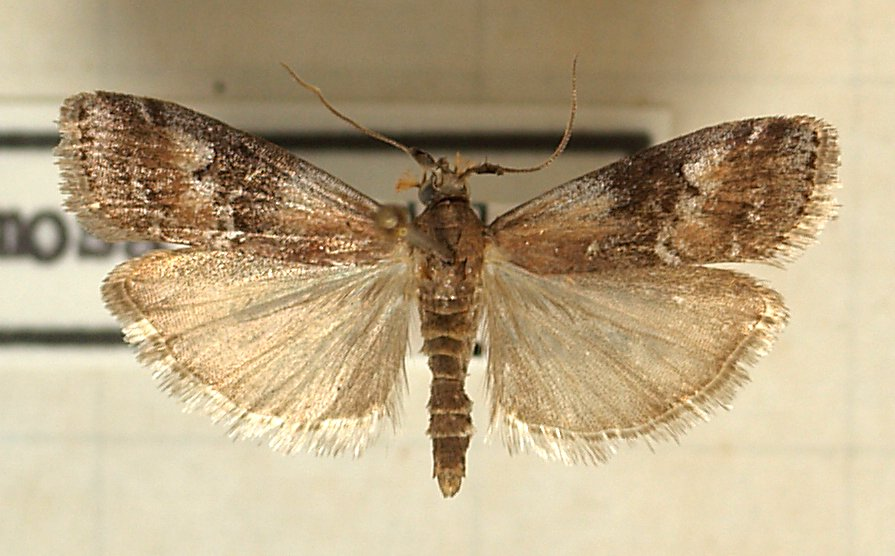